# Bartolomeo Carlo Romilli
Bartolomeo Carlo Romilli (Bérgamo, 14 de marzo de 1795 - Milán, 7 de mayo de 1859) fue un sacerdote católico que fue nombrado Arzobispo de Milán por el papa Pío IX.

## Biografía
Nació en Bérgamo en una familia noble. Fue ordenado sacerdote en 1818 y luego en 1846 se convirtió en obispo de Cremona. En el año 1847, el papa Pío IX lo nombró Arzobispo de Milán en el momento del Reino lombardo-véneto después de la muerte de Carlo Gaetano Gaisruck un prelado austríaco.
Murió en Milán el 7 de mayo de 1859 durante la Segunda Guerra de la Independencia Italiana.